# Schweizerische Gesellschaft für Soziologie
Die Schweizerische Gesellschaft für Soziologie (SGS) ist eine wissenschaftliche Vereinigung zur Förderung der soziologischen Forschung und Lehre. Sitz der 1955 gegründeten Vereinigung ist Genf.
Die SGS ist Mitglied der International Sociological Association (ISA) und der European Sociological Association (ESA). Die SGS gibt die Schweizerische Zeitschrift für Soziologie heraus. Aktuelle Präsidentin (Stand 2022) der SGS ist Claudine Burton-Jeangros (Universität Genf).

## SGS-Präsidentschaften
Bislang amtierten:
- 1955–1956: Roger Girod, Universität Genf
- 1957–1961: Max Holzer, Universität Bern
- 1962–1967: Christian Gasser, Hochschule St. Gallen
- 1968–1971: Peter Heintz, Universität Zürich
- 1972–1982: Walo Hutmacher, Universität Genf
- 1973–1987: Hans-Joachim Hoffmann-Nowotny, Universität Zürich
- 1988–1994: René Levy, Universität Lausanne
- 1995–1997: Claudia Honegger, Universität Bern und (als Co-Präsident) Jean Widmer, Universität Fribourg
- 1998–2005: Thomas S. Eberle, Universität St. Gallen
- 2006–2009: Christoph Maeder[4], Pädagogische Hochschule Thurgau
- 2010–2013: Eric Widmer[5], Universität Genf
- 2014–2017: Muriel Surdez[6], Universität Fribourg
- 2017–2020: Rainer Diaz-Bone, Universität Luzern.

## Kongresse
Folgende Kongresse fanden bislang statt:
- 1971 – La sociologie, un métier, Lausanne
- 1973 – La société suisse face au changement, Genève
- 1975 – Die Sozialwissenschaft aus politischer Sicht, Zürich
- 1978 – Konflikte und Konsens in der schweizerischen Gesellschaft, Neuchâtel
- 1980 – Soziologie und soziale Praxis, Bern
- 1982 – Classes d’âges, Lausanne
- 1985 – Industriegesellschaft - Ende einer Epoche? Fakten, Analysen, Perspektiven, Zürich
- 1988 – Kultur und Gesellschaft, Zürich (gemeinsam mit DGS und ÖGS)
- 1991 – Sociologie de la Suisse - sociologie en Suisse, Neuchâtel
- 1992 – Où vont les sociologies de la déviance?, Lausanne
- 1993 – Migration Bern (gemeinsam mit der Schweizerischen Vereinigung für Politische Wissenschaften, der Schweizerischen Gesellschaft für Psychologie, der Schweizerischen Ethnologischen Gesellschaft und der Schweizerischen Gesellschaft für Bildungsforschung)
- 1994 – Sport in der Leistungsgesellschaft, Zürich
- 1995 – Gesellschaften im Umbau: Identitäten, Konflikte, Differenzen, Bern (Kongress der Schweizer Sozialwissenschaften)
- 1996 – Gesundheitssoziologie, St. Gallen (vom Forschungskomitee «Gesundheitssoziologie» mit der Schweizerischen Gesellschaft für Gesundheitspolitik, der Schweizerischen Gesellschaft für Prävention im Gesundheitswesen sowie der Schweizerischen Gesellschaft für Psychosoziale Medizin vorbereitet und durchgeführt)
- 1997 – Differenz und Ungleichheit. Entwicklung und Perspektiven der Geschlechterforschung, Bern
- 1998 – Grenzenlose Gesellschaft?, Freiburg i. B. (mit DGS und ÖGS)
- 1999 – Interpretative Soziologien / Sociologies interprétatives, Fribourg
- 2001 – Théories et interventions, Genève
- 2003 – Triumph und Elend des Neoliberalismus, Zürich
- 2005 – Sonderfall Schweiz, St. Gallen